# Battling Levinsky
Barney Lebrowitz, meglio conosciuto come Battling Levinsky (Filadelfia, 10 giugno 1891 – Filadelfia, 12 febbraio 1949), è stato un pugile statunitense.
È stato campione del mondo dei pesi mediomassimi dal 1916 al 1920.
La International Boxing Hall of Fame lo ha riconosciuto tra i più grandi pugili di ogni epoca.

## Gli inizi
Di famiglia ebraica, nacque e crebbe a Philadelphia, dove iniziò a frequentare una palestra di pugilato e dove disputò i primi 29 incontri registrati, nel 1910 e 1911.

## Carriera da professionista
Famose le sfide con Georges Carpentier, Gene Tunney, Jack Dempsey, Jack Dillon, Mike McTigue e Harry Greb, la sua bestia nera: Levinsky fu sconfitto ai punti tutte e 5 le volte che lo incontrò.